# Theano II
Theano II (? v.Chr.) was een vrouwelijke pythagoreïsche filosoof die zich afvroeg of een individu de verantwoordelijkheid op zich kon nemen om zijn leven in te richten volgens de ethische theorie die het best met zijn omstandigheden strookte.
Ze toonde aan dat harmonie (harmonia) het principe was dat aan de grondslag ligt van de menselijke morele psychologie en ontwikkeling. 
Theano II 's geschriften bestaan meestal uit brieven aan andere vrouwen in verband met de plichten van de vrouw. In een brief aan Euboole schreef ze over de opvoeding van kinderen en hoe kinderen de juiste maat voor plezier niet kenden. Moeders hadden daarom de plicht om hen daarin te begeleiden. Indien ze daarin faalden, droegen ze bij aan het uiteenvallen van de maatschappij.
Ze schreef ook over het huwelijk. Volgens Theano II was dat eerder een zaak van verstandige keuze dan van romantische liefde. De echtgenote moest steeds rechtvaardig zijn tegenover haar man, zelfs indien hij dat zelf niet was. Het was de taak van de vrouw om het gezin in het belang van de maatschappij in goede orde bijeen te houden.  